# Річки Андорри

Карта Андорри.

Список річок, що протікають територією Андорри.
- Ар'єж (річка)
- Валіра (річка)
  - Валіра-дель-Норт
  - Валіра-д'Оріенте
  - Валіра д’Енкамп
  - Ліменерес
  - Ріо-де-д'Іскобет
  - Ріо-д'Пал
    - Ріо-д'Інкліс

  - Ріо-де-Пірофіта
  - Руне